# Azatamut
Azatamut (in armeno Ազատամուտ?) è un comune dell'Armenia di 2 023 abitanti (2010) della provincia di Tavush.